# Armand De Ceuninck
Le baron Armand De Ceuninck, né le 27 mai 1858 à Malines et mort le 12 avril 1935 à Ixelles, est un militaire belge et ministre de la Guerre du 4 août 1917 au 22 novembre 1918.

## Biographie
Armand Léopold Théodore De Ceuninck, né le 27 mai 1858 à Malines, est le fils de Charles De Ceuninck, sous-officier dans l'artillerie, et de Marie Vanhecke. Il se marie en premières noces à Malines le 1er septembre 1880 avec Palmyre Delhaye (décédée le 24 février 1909). Ils ont un fils, Gaston qui participera à la Grande guerre et deviendra colonel dans l'armée belge. Il se remarie le 17 juin 1920 à Falaën avec la baronne Hélène de Coppin de Falaën.

### Carrière militaire
Entré à l’armée comme enfant de troupe à treize ans en 1871, il était brigadier d’artillerie en 1874, puis entre à l’École militaire (section artillerie et génie). Lieutenant d’artillerie en 1880 au 2e régiment d'artillerie, il est nommé adjoint d’état-major et, en 1893, passe comme capitaine dans le cadre spécial d’état-major.
Au moment de la déclaration de guerre de 1914, il était colonel d’état-major et chef de section à l’état-major de l’armée. Il assuma, en cette qualité, une tâche lourde et délicate, imposée par la mobilisation et la mise sur pied de guerre de l’armée. 
Nommé général-major le 6 septembre 1914, il fut placé à la tête de la 18e brigade mixte (grenadiers), dont il prit le commandement le 9 septembre, au moment même où elle se mettait en marche pour participer à la deuxième sortie d’Anvers. Avec cette brigade, le général de Ceuninck prit une part active aux opérations ; il s’y affirma chef énergique et conducteur d’hommes résolu, notamment lors du combat de Wackerzeel. 
Sa brigade vint ensuite occuper, pendant une quinzaine de jours, le secteur : fort de Lierre, fort de Koningshoyckt, elle venait d’être transférée dans le secteur : fort de Liezele, redoute de Puers, au moment où commença l’attaque d’Anvers. 
Quand l’épique retraite vers l’Yser est ordonnée, le général de Ceuninck est chargé d’assurer, avec ses troupes, une mission de couverture sur le flanc des divisions qui s’écoulent vers l’Ouest. Il livre ainsi à Berlaere de vifs engagements, à l’issue desquels il continue de remplir sa mission de protection, puis, suivant le mouvement général de l’armée, amène sa brigade à Dixmude. Après un court repos, celle-ci est dirigée dans la région de Lizerne, pour y organiser des positions défensives sur le canal d’Ypres à l’Yser. 
Pendant la bataille de l’Yser, les deux régiments de grenadiers et la groupe d’artillerie de la brigade de Ceuninck sont engagés au plus fort des actions meurtrières. 
Après la victoire, le général de Ceuninck est chargé d’occuper le secteur d’Oostkerke, où il a notamment sous ses ordres un demi-bataillon de fusiliers marins français. Le 4 décembre 1914, il reprend le fameux secteur de Dixmude à l’Amiral Ronarc’h. Le 5 janvier 1915, il est appelé par le roi à prendre le commandement de la 6e division d’armée. Toujours en contact avec ses hommes, veillant personnellement à tout, c’est dans la tenue verte de colonel d’état-major que les « jass » le voyaient circuler dans les tranchées et dans les cantonnements. 
Au début de mars, le général de Ceuninck reprend à la 4e division d’armée le secteur Drie Grachten – Maison du Passeur, qui s’étendit ensuite jusqu’à Steenstrate, où l'armée belge prenait liaison avec les troupes françaises. 

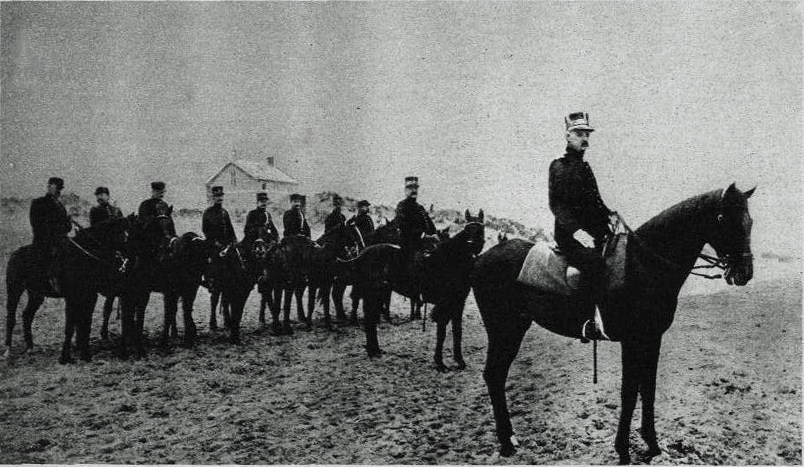
Le général Ceuninck (à gauche) avec le baron Greindl en 1915.

Le 22 avril 1915, s’engage la deuxième bataille d'Ypres, caractérisée par la première attaque aux gaz asphyxiants. Après les sanglants combats, le président Poincaré et le général Joffre félicitent les troupes belges et remettent au général de Ceuninck la croix de Commandeur de la Légion d’honneur. 
Le 20 août 1915, il est promu lieutenant-général, grade le plus élevé dans la hiérarchie militaire belge. Le roi lui confie, le 4 août 1917, le portefeuille de la Guerre. Le général de Ceuninck ne quitte pas le front et s’installe près de Furnes. Il voue tous ses efforts à doter l’armée de tout le matériel et l’outillage nécessaires pour qu’elle puisse combattre toujours dans les meilleures conditions et qu’au jour de l’offensive, son élan et sa puissance soient irrésistibles. Ses préoccupations allèrent aussi constamment au bien-être matériel et moral des officiers et des soldats avec lesquels il avait combattu pendant trois ans. 
Démissionnaire de ses fonctions ministérielles le 22 novembre 1918, en même temps que tous les membres du gouvernement rentrés au pays, le général de Ceuninck reçoit le commandement de la 4e division d’armée, chargée dans l'immédiate après-guerre de faire partie de l'armée d’occupation belge en Allemagne. 
Le 16 juin 1920, il prend sa retraite. 
En juillet 1920, le lieutenant-général baron de Ceuninck est délégué de la Belgique à la Commission consultative permanente militaire de la Société des Nations.
Armand De Ceuninck décède le 12 avril 1935 en son domicile à Ixelles, rue Van Elewijck.  Il est inhumé au cimetière d'Ixelles le 16 avril 1935 à l'issue de funérailles nationales auxquelles le roi Léopold III assistait en personne.

### Grades
- Chef de section de l'état-major général de l'Armée, 1912-1914.
- Général-major de l'Artillerie, 1914-1915.
- Commandant de la 18e brigade mixte, 1914-1915.
- Lieutenant-général de l'Artillerie, 1915-
- Commandant de la 6e division d'Armée, 1915-1917.
- Ministre de la Guerre, 1917-1918.
- Commandant de la 4e division d'Armée, 1918-1920.

## Distinctions belges
- Grand cordon de l'ordre de Léopold avec Palme (en 1919),
- Grand officier de l'ordre de la Couronne avec Palme,
- Croix de guerre 14-18 avec Palmes,
- Médaille de l'Yser,
- Croix du Feu,
- Médaille commémorative de la Campagne 1914-1918,
- Médaille de la Victoire 1914-18,
- Croix militaire de 1re Classe,
- Médaille commémorative du règne du roi Léopold II,
- Médaille commémorative du centenaire de l'indépendance nationale.

## Distinctions étrangères
- Grand Croix de l'ordre de l'Aigle blanc avec glaives de Serbie,
- Grand Croix de l'ordre royal de Victoria de Grande-Bretagne,
- Grand Croix de l'ordre du Soleil Levant de Japon
- Grand Croix de l'ordre de la Couronne d'Italie,
- Grand officier de la Légion d'honneur de France
- Grand Officier de l'ordre du Bain de Grande-Bretagne,
- Grand Officier de l'ordre de Saint-Michel et Saint-Georges de Grande-Bretagne,
- Grand Officier de l'ordre du mérite militaire d'Espagne,
- Commandeur de l'ordre des Saints-Maurice-et-Lazare d'Italie,
- Commandeur de l'ordre d'Orange-Nassau de Pays-Bas,
- Commandeur de l'ordre de l'Étoile de Roumanie
- Commandeur de l'ordre de Vasa de Suède,
- Officier de l'ordre du Mérite du Chili,
- Médaille d'argent de la valeur militaire (Italie),
- Distinguished Service Medal (États-Unis),
- Croix de guerre 1914-1918 avec Palme France.

## Hommages
Une avenue de Bruxelles et une rue de Malines, sa ville natale, portent son nom.